# Carolin Pohl
Anja Carolin Pohl (* 13. November 1978 in Einbeck, Niedersachsen) ist eine deutsche Schauspielerin.

## Leben und Karriere
Carolin Pohl erwarb ihre schauspielerische Ausbildung zwischen 2000 und 2004 an der Schule des Theaters im Theater der Keller in Köln. 2003 gewann sie den von der Theatergemeinde Köln ausgelobten Nachwuchspreis „Puck“. In den folgenden zwei Jahren hatte sie ein Festengagement am Theater Regensburg. 2007 bis 2008 arbeitete sie an den Städtischen Bühnen Münster und im Lichthof Theater, Hamburg.
Carolin Pohl arbeitet auch als Sprecherin für Radioproduktionen, Hörspiele und Fernsehbeiträge sowie als freie Trainerin für Stimme und Sprechen. Sie lebt in Hamburg.

## Filmografie
- 2004: Triggerfrei KHM  (Kurzfilm)
- 2006: Freunde für immer – Das Leben ist rund (Fernsehserie, 2 Folgen)
- 2006: SK Kölsch (Fernsehserie, Folge Dunkle Geschäfte)
- 2007: Unser Charly (Fernsehserie, Folge Charly macht Musik)
- 2009: Tod aus der Tiefe
- 2010: Der verlorene Vater
- 2011: Da kommt Kalle – Natalies Geheimnis  (Fernsehserie, Episodenrolle)
- 2011: Tatort – Der Weg ins Paradies (Fernsehreihe)
- 2012: Küstenwache (Fernsehserie, Folge Der eiserne Seehund)
- 2012: Eine Hand wäscht die andere
- 2013: SOKO Köln (Fernsehserie, Folge Verschwunden)
- 2013: Zeugin der Toten
- 2013: Neues aus Büttenwarder (Fernsehserie)
- 2014: Unter anderen Umständen – Falsche Liebe (Fernsehreihe)
- 2014: Die Zeit mit Euch

## Auszeichnungen
- PUCK: 2003 Nachwuchspreis für Schauspiel, Köln